# Хамлин (Канзас)
Хамлин (енгл. Hamlin) град је у америчкој савезној држави Канзас.

## Демографија
По попису из 2010. године број становника је 46, што је 7 (-13,2%) становника мање него 2000. године.
| Група             | 2000.       | 2010.      |
| Белци             | 53 (100,0%) | 41 (89,1%) |
| Афроамериканци    | 0 (0,0%)    | 1 (2,2%)   |
| Азијати           | 0 (0,0%)    | 0 (0,0%)   |
| Хиспаноамериканци | 0 (0,0%)    | 4 (8,7%)   |
| Укупно            | 53          | 46         |